# Fran Karačić
Fran Karačić (Zágráb, 1996. május 12. –) horvát–ausztrál labdarúgó, a Brescia játékosa.

## Pályafutása

### Klubcsapatban
Az NK Kustošija, az NK Zagreb és a Lokomotiva Zagreb korosztályos csapataiban nevelkedett, majd az utóbbinál lett profi. Kölcsönben a Lučko csapatánál is szerepelt 8 bajnoki mérkőzésen.
2021. január 14-én két és félévre aláírt az olasz Brescia csapatához.

### A válogatottban
Szerepelt az U21-es horvát válogatottban, édesapja révén azonban kettős állampolgár, Ausztráliában született. 2018 májusában bekerült a felnőtt válogatott bő keretébe, amely a 2018-as világbajnokságra készült. 2018. május 25-én a FIFA hivatalosan elfogadta kérelmét Ausztrália képviseletére, mivel apja ott született. A szűkítés során kikerült a válogatott keretéből. 2021. júniusában Kuvait ellen mutatkozott be.